# Mongolischer Eishockeyverband
Der Mongolische Eishockeyverband ist der nationale Eishockeyverband der Mongolei. 

## Geschichte
Der Verband wurde am 15. Mai 1999 in die Internationale Eishockey-Föderation aufgenommen. Der Verband gehört zu den IIHF-Vollmitgliedern. Aktueller Präsident ist Sumiya Ganjargal. 
Der Verband kümmert sich überwiegend um die Durchführung der Spiele der mongolischen Eishockeynationalmannschaft. Zudem organisiert der Verband den Spielbetrieb auf Vereinsebene, unter anderem in der mongolischen Eishockeyliga.